# Yokoi Shōnan
Yokoi Shōnan est un nom japonais traditionnel ; le nom de famille (ou le nom d'école), Yokoi, précède donc le prénom (ou le nom d'artiste).
Pour les articles homonymes, voir Yokoi.
Yokoi Shōnan (横井 小楠), de son vrai nom Yokoi Tokiari,  né le 22 septembre 1809 au domaine de Kumamoto et assassiné à l'âge de 59 ans le 15 février 1869, est un samouraï et réformateur politique japonais très influent durant les dernières années du shogunat Tokugawa.

## Biographie
Né en 1809 dans le domaine de Kumamoto de la province de Higo (actuelle préfecture de Kumamoto), Yokoi est un descendant lointain de Hōjō Takatoki. Il est envoyé à Edo par son domaine en 1839 pour étudier et rencontre des membres réformistes du domaine de Mito. À son retour à Kumamoto, il crée un groupe pour promouvoir une réforme de l'administration du domaine selon l'enseignement néoconfucianisme et ouvre une école appelée Shōnan-do.
En 1857, il est invité par le daimyo du domaine de Fukui, Matsudaira Yoshinaga, à devenir son conseiller politique. Pendant ce séjour à Fukui, Yokoi écrit Kokuze Sanron (« Les trois grandes discussions de la politique d'État »). L'un des sujets traités concerne la religion d'État dans lequel Yokoi commente que bien que le Japon ait le Bouddhisme, le Shintoïsme et le Confucianisme, il lui manque une vraie religion nationale à la manière des nations occidentales et c'est une faiblesse vis-à-vis du Kokutai (« fierté nationale ») et place le Japon en désavantage face à l'Occident. Ce concept est l'une des justifications de la formation du shintoïsme d'État à la fin de l'ère Meiji. Dans le même traité, il s'inquiète également de l'importance d'une marine forte pour la défense du Japon.
En 1862, Matsudaira devient soudainement et provisoirement premier ministre de l'administration Tokugawa (seiji sōsai) dans une manœuvre visant à obtenir la reconnaissance impériale des traités inégaux signés avec les puissances étrangères en 1858, mettant fin à la politique d'isolement qui était soutenue par la Cour impériale, et Yokoi l'accompagne à Edo.
Yokoi prône une réforme complète du gouvernement Tokugawa, ainsi qu'une reconciliation entre le shogunat et la Cour impériale. Il demande aussi l'ouverture totale du Japon au commerce extérieur, une réforme économique, la création d'une armée moderne copiée sur celles de l'Occident et l'établissement d'une assemblée nationale des principaux domaines, avec le shogun dans un rôle ressemblant à celui de premier ministre. Outragés et surpris par ces idées radicales, les conservateurs du gouvernement retirent rapidement son poste à Yokoi et, malgré son statut de samouraï, le place en résidence surveillée à Kumamoto. Néanmoins, pendant cet exile, Yokoi continue de maintenir des contacts avec Katsu Kaishū et d'autres membres réformistes du gouvernement.
Après la restauration de Meiji de 1868, Yokoi est libéré par le nouveau gouvernement de Meiji et nommé san'yo (conseiller). Cependant, il est assassiné en 1869 par un samouraï conservateur qui le suspecte d'être chrétien et d'avoir des opinions républicaines secrètes.

## Source de la traduction
- (en) Cet article est partiellement ou en totalité issu de l’article de Wikipédia en anglais intitulé « Yokoi Shōnan » (voir la liste des auteurs).